# 任嚣
任嚣（前3世纪？—前206年），秦朝将领。秦始皇二十五年（前222年）首次领兵攻打岭南，但失利。后与赵佗再率军入岭南，于秦始皇三十三年(前214年)统一岭南。首任南海郡尉，并节制岭南南海、象郡、桂林三郡，故称“东南一尉”。以番禺(今广州)为郡治，在今仓边路附近修筑番禺城，史称“任嚣城”。秦二世即位後，中原战乱，適逢病重，便与赵佗共商割据岭南以避战乱，并委以其代理南海郡郡尉，不久病故，葬于番禺。